# Kjellerup
Kjellerup – miasto w Danii, w regionie Jutlandia Środkowa, w gminie Silkeborg.